# Muara Telita
Muara Telita is een bestuurslaag in het regentschap Rejang Lebong van de provincie Bengkulu, Indonesië. Muara Telita telt 904 inwoners (volkstelling 2010).